# 山田紋子
山田 紋子（やまだ あやこ）は、日本の看護師、看護学者（がん看護・周術期看護）。学位は博士（看護学）（北里大学・2015年）。静岡県立大学看護学部教授・大学院看護学研究科教授。
静岡赤十字病院看護婦、横浜市立大学医学部附属病院看護婦、静岡県立大学短期大学部看護学科助手、静岡赤十字病院看護師、静岡赤十字病院看護係係長、北里大学看護学部講師、静岡県立大学大学院看護学研究科研究科長などを歴任した。

## 概要
がん看護や周術期看護を専攻する看護学者である。静岡赤十字病院や横浜市立大学にて看護婦や看護師として勤務し、静岡県立大学や北里大学では教鞭を執り、後進を育てた。

## 来歴

### 生い立ち
日本赤十字看護大学に進学し、看護学部にて学んだ。1992年3月、日本赤十字看護大学を卒業した。同年より日本赤十字社静岡県支部が設置する静岡赤十字病院に看護婦として奉職し、1995年まで務めた。1995年から1997年にかけては、横浜市立大学に設置された医学部の附属病院にて看護婦を務めた。

### 看護学者として
1997年、静岡県立大学の短期大学部にて、看護学科の助手に就任した。2001年まで同職を務めた。その後、一念発起して母校である日本赤十字看護大学の大学院に進学し、看護学研究科にて学んだ。2003年3月、日本赤十字看護大学の大学院における修士課程を修了した。同年、古巣である静岡赤十字病院に復帰し、看護師として2008年まで勤務した。なお、2005年からは、静岡赤十字病院の看護係にて係長を務めていた。2008年から2012年にかけては、北里大学にて看護学部の講師を務めた。さらに、北里大学の大学院に自ら進学し、看護学研究科にて学んだ。2015年3月、北里大学の大学院における博士後期課程を修了している。それに伴い、博士（看護学）の学位を取得した。同年、古巣である静岡県立大学に復帰し、看護学部の教授に就任した。また、同時に静岡県立大学の大学院においては、看護学研究科の教授も兼務した。

## 研究
専門は看護学であり、特にがん看護や周術期看護などといった分野の研究に従事していた。具体的には、乳房の再建術についての乳癌患者の体験について研究したり、乳癌患者の初期治療についての意思決定の研究などに取り組んだ。
学術団体としては、日本看護科学学会、日本看護研究学会、日本がん看護学会、日本クリティカルケア看護学会、日本看護診断学会、日本赤十字看護学会、などに所属した。

## 略歴
- 1992年 - 日本赤十字看護大学看護学部卒業[3]。
- 1992年 - 静岡赤十字病院看護婦[2]。
- 1995年 - 横浜市立大学医学部附属病院看護婦[2]。
- 1997年 - 静岡県立大学短期大学部看護学科助手[2]。
- 2003年 - 日本赤十字看護大学大学院看護学研究科修士課程修了[3]。
- 2003年 - 静岡赤十字病院看護師[2]。
- 2005年 - 静岡赤十字病院看護係係長[2]。
- 2008年 - 北里大学看護学部講師[2]。
- 2015年 - 北里大学大学院看護学研究科博士後期課程修了[3]。
- 2015年 - 静岡県立大学看護学部教授[2]。
- 2015年 - 静岡県立大学大学院看護学研究科教授。

## 著作

### 分担執筆、寄稿、等
- 日本精神科看護技術協会監修『実践精神科看護テキスト』3巻、改訂版、精神看護出版、2011年。ISBN 9784862940339
- 黒田裕子編集『成人看護学』2版、医学書院、2013年。ISBN 9784260017091
- 黒田裕子監修『看護診断のためのよくわかる中範囲理論』2版、学研メディカル秀潤社、2015年。ISBN 9784780911923
- 黒田裕子編集『NANDA-I-NIC-NOCの基本を理解する』医学書院、2016年。ISBN 9784260028257

### 註釈
1. ↑  日本における看護婦は、のちに名称が看護師に改正された。